# Alex Bavelas
Alex (ou Alexander) Bavelas, (1913-1993), est un psychosociologue américain qui a fondé le Group Networks Laboratory au MIT en 1948.

## Biographie
Il travaille en étroite collaboration aux travaux sur la dynamique de groupe avec Lewin.
Après des études à l'université de l'Iowa, il soutient en 1948 sa thèse de psychologie sociale au Massachusetts Institute of Technology, dans laquelle il établit une relation entre les mathématiques et les groupes sociaux. Il a enseigné la psychologie et l'administration des entreprises à l'université Stanford avant de devenir professeur de psychologie au MIT.
Dans son Étude sur les réseaux de communication (1950), Alex Bavelas émet l'hypothèse que la structure de communication affecte la performance d'un groupe (5 personnes). Afin de valider sa proposition, il mesure la communication selon le concept de distance, et cela sur trois réseaux de communication différents : réseau en rayon, en cercle, et en chaîne.